# Hathor-Neferhetepes
Hathor-Neferhetepes (auch Hat-Hor-nefer-hetepes), mit zweitem Namen Tepes, war die Gemahlin des hohen Beamten Chabausokar (3. Dynastie).

## Name und Titulaturen
Der Name von Hathor-Neferhetepes ist an die Göttin Hathor angelehnt. Ungewöhnlich ist ihr Zweitname, Tepes. Sie trug daneben den mit Beginn des Alten Reiches erstmals belegten Titel Rechet-nesu („königliche Vertraute“).

## Belege
Von Hathor-Neferhetepes sind reliefdekorierte Scheintüren erhalten. Sie zeigen die Verstorbene einmal an einem Opfertisch sitzend und zweimal jeweils links und rechts der Scheintür in stehender Pose. Sie trägt ein hautenges Gewand und eine schulterlange Löckchenperücke. Die Kapellen des Chabausokar und der Hathor-Neferhetepes gehören zu den frühesten erhaltenen, reliefdekorierten Kultkapellen aus dem alten Ägypten.

## Grab
Hathor-Neferhetepes wurde wie Chabausokar in der Mastaba S3037 in Sakkara bestattet.